# إعطاء عيني

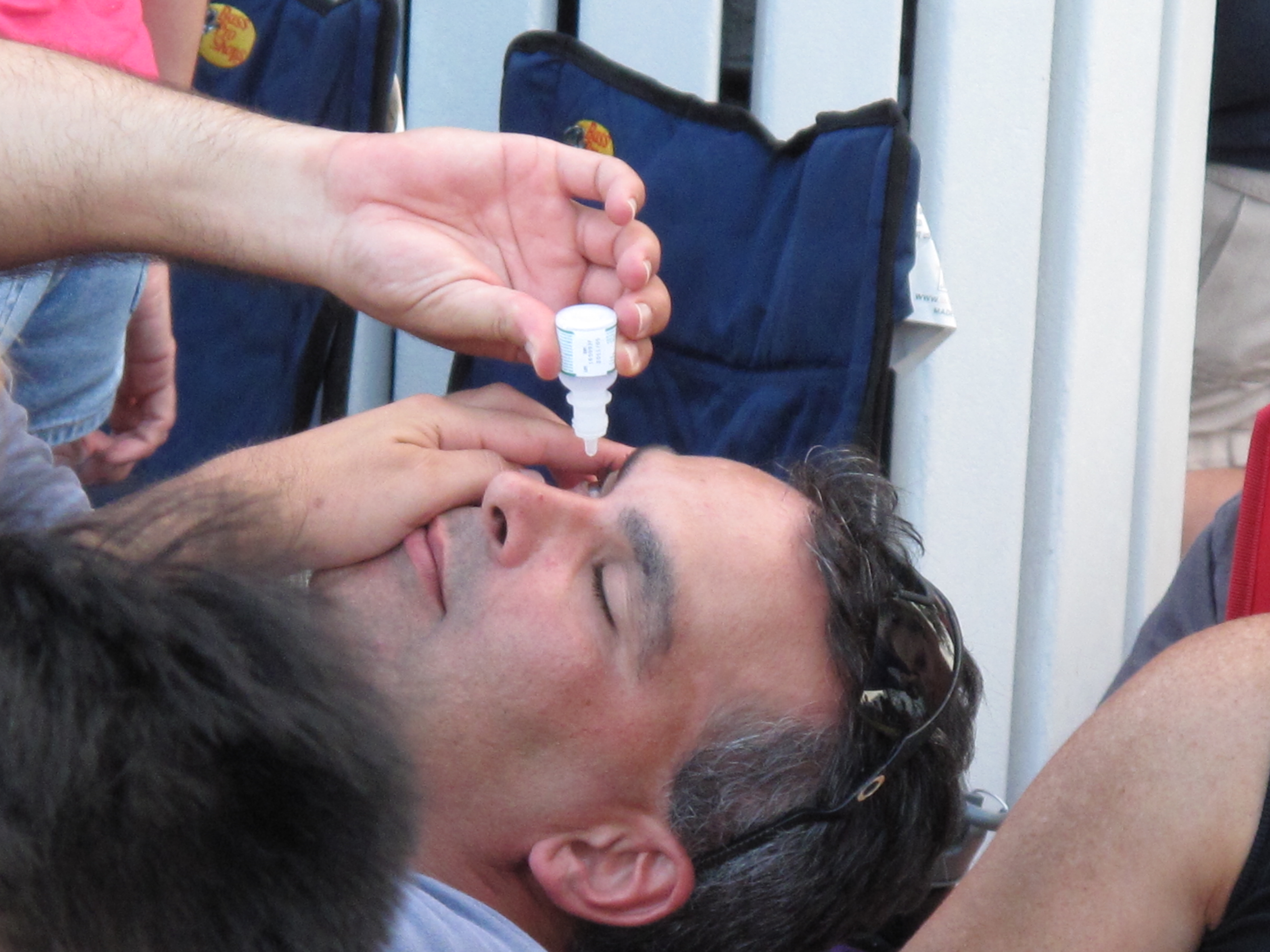
تداوي عن طريق العين

الإعطاء عيني هو طريقة إعطاء الأدوية من خلال العين وتشمل عادة قطرة العين والمراهم العينية.